# Антизахідництво
Антиза́хідництво — це ідеологічна доктрина, що передбачає боротьбу проти ідеалів, цінностей, культури та політики умовного «Заходу»: Західної Європи та Північної Америки (країн НАТО, ЄС та тих, що їм симпатизують), інформаційну та економічну боротьбу проти них, а також конфронтацію з ними на геополітичному рівні. Антизахідництво характерне передусім для більшости класичних консерваторів і націоналістів, ультраправих та ультралівих.

## У політиці

### Загальний огляд
Антизахідництво виникло у другій половині 20 століття, коли СРСР та його сателіти почали геополітичну конфронтацію та військово-технічні перегони, що зараз відоме як «Холодна війна». У цей час влада комуністичних держав починає поширювати антизахідні тези серед населення і протиставляти себе владі країн-членів НАТО, як «соціалістична народна» влада проти «капіталістичної буржуазної». Тоді ж виникають і поняття «капіталістичний Захід», «буржуазний Захід» та інші. Після краху комунізму в Європі та створення Європейського союзу стали помітні антизахідні тези серед консерваторів та націоналістів, які виступають переважно проти Європейського союзу, глобалізму, ліберальної демократії та міжнародництва. Їх ідеал — неліберальна демократія або націократія, що не збігається з ідеалами ЄС. Натомість радикали — прихильники комунізму, фашизму, нацизму чи теократії виступають проти усього НАТО, ЄС і часто ведуть інформаційну війну проти них.
На сьогодні антизахідництво притаманне більшості країн, де правлячою верхівкою є авторитарні радикали — Росія, Білорусь, країни Центральної Азії, Китай, Північна Корея, В'єтнам і усі ісламістські держави. Також воно інколи декларується деякими консервативними чи націоналістичними урядами, як Угорщина, Сербія чи Індія.

### В Україні
З часу здобуття незалежности України населення не бачило необхідности у євроінтеграції та вступу до НАТО до 2013-14 років, але й антизахідництво в Україні не було особливо популярним. З 2014 року, у зв'язку зі спробою встановлення диктатури Януковича та його підтримки Росією і подальшої війни на сході України, більшість українців стали прозахідними через загрозу від Росії і неможливости самостійно захистити Україну як від зовнішніх, так і від внутрішніх ворогів; тож антизахідництво в Україні стало непопулярним і навіть дещо маргінальним. В сучасній Україні антизахідники поділені на два табори: проросійські громадяни, прихильники партії регіонів, Шарія, КПУ, Опозиційної платформи та інших організацій; і начебто проукраїнські, але не прозахідні організації: ультраправі (Карпатська Січ, Традиції і порядок, Фрайкор, Нацкорпус, ВО «Свобода», Соціал-національна асамблея) і ультраліві (Організація Марксистів, Автономний опір, Прогресивна соціалістична партія). Проросійські політики вважають інтеграцію західних цінностей в Україні загрозою амбіціям Росії, ультраправі — загрозою для традиційних цінностей, авторитаризму, мракобісся і реакції, ультраліві — загрозою для можливости побудови в Україні соціалізму замість капіталізму, загрозою витіснення українських товарів іноземними та загрозою економічної залежности від заходу.